# Звання поліцейських Польщі
Службові звання в поліцейських установах Польщі — титули, що вказують на місце даного офіцера поліцейської установи в службовій ієрархії.
Знак розрізнення поліцейського відноситься до знаків розрізнення військових звань і, як і в армії, носиться на поліцейській формі. Поліцейські звання присуджуються довічно (проте звання втрачається у разі втрати польського громадянства, позбавлення громадських прав за остаточним вироком суду або засудження до позбавлення волі за злочин, вчинений з мотивами, які заслуговують особливого осуду). Офіцери міліції, звільнені зі служби, можуть використовувати своє звання з додаванням терміну «у відставці».

## Звання державної поліції (1918—1939)
- posterunkowy — капрал
- st. posterunkowy — взводний (мол. сержант)
- przodownik — сержант
- st. przodownik — ст. сержант
- аспірант — підпоручик (мол. лейтенант)
- podkomisarz — лейтенант
- komisarz — капітан
- nadkomisarz — майор
- podinspektor — підполковник
- inspektor — полковник
- nadinspektor — немає еквівалента[2][3]
- generalny inspektor — комбриг

### Відзнаки
| Назва                                       | Погон державної поліції (1936—1938) | Погон державної поліції (1938—1939) |
| ------------------------------------------- | ----------------------------------- | ----------------------------------- |
| Постовий (Posterunkowy)                     |                                     |                                     |
| Старший постовий (Starszy posterunkowy)     |                                     |                                     |
| Старшина (Przodownik)                       |                                     |                                     |
| Головний старшина (Starszy przodownik)      |                                     |                                     |
| Аспірант (Aspirant)                         |                                     |                                     |
| Підкомісар (Podkomisarz)                    |                                     |                                     |
| Комісар (Komisarz)                          |                                     |                                     |
| Головний комісар (Nadkomisarz)              |                                     |                                     |
| Підінспектор (Podinspektor)                 |                                     |                                     |
| Інспектор (Inspektor)                       |                                     |                                     |
| Головний інспектор (Nadinspektor)           |                                     |                                     |
| Генеральний інспектор (Generalny inspektor) |                                     |                                     |

1. Список звань поліції (1990—1995)

## Чиновникипольської поліції у Генерал-губернаторстві(1939—1945)

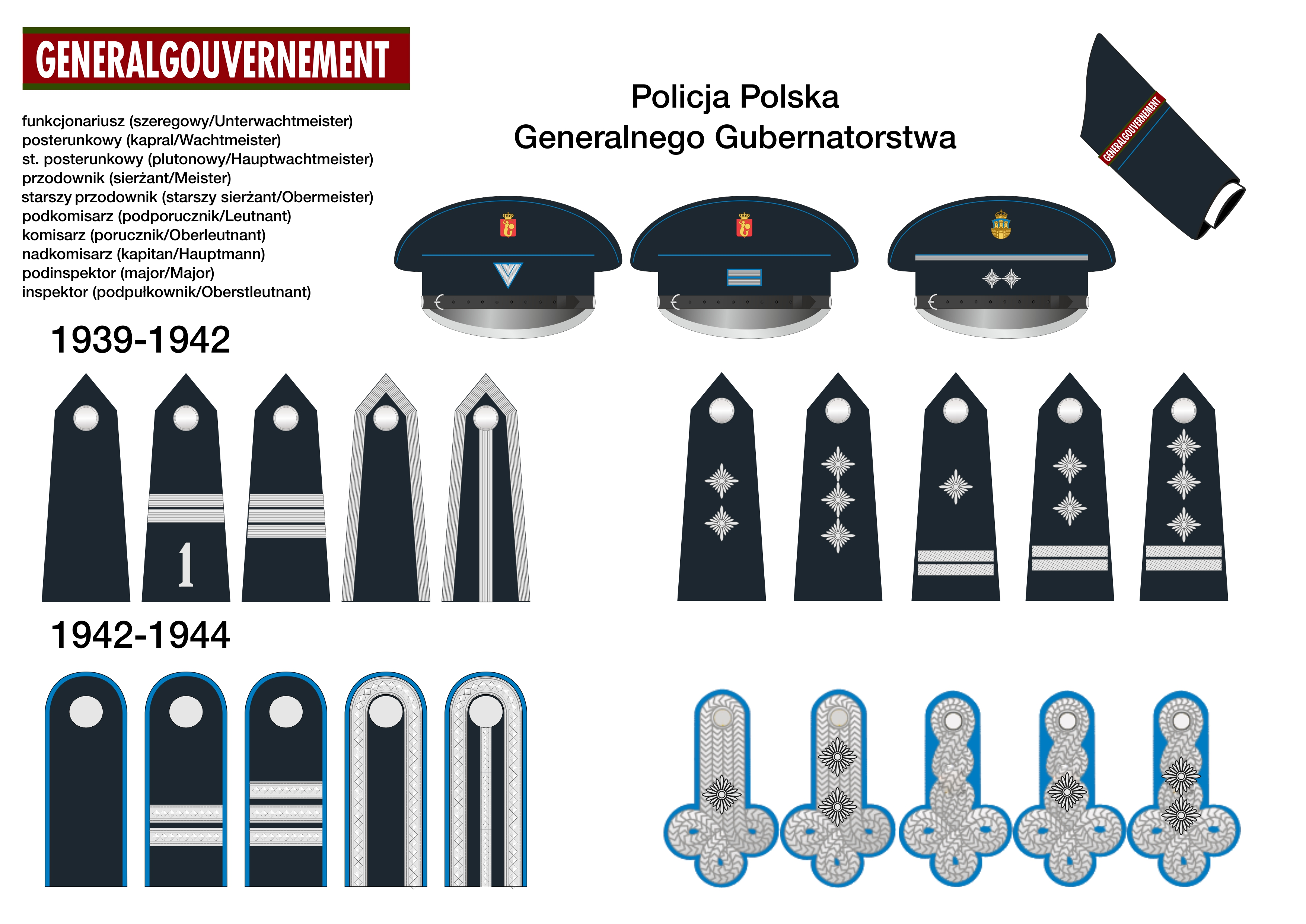

У дужках подано еквівалентні звання Війська Польського та німецької поліції :
- - Funkcjonariusz (Szeregowy/Unterwachtmeister)
  - Posterunkowy (Kapral/Wachtmeister)
  - St. posterunkowy (Plutonowy/Hauptwachtmeister)
  - Przodownik (Sierżant/Meister)
  - St. przodownik (Starszy sierżant/Obermeister)
  - Podkomisarz (Podporucznik/Leutnant)
  - Komisarz (Porucznik/Oberleutnant)
  - Nadkomisarz (Kapitan/Hauptmann)
  - Podinspektor (Major)
  - Inspektor (Podpułkownik/Oberstleutnant)

## Звання вГромадянській міліції(1954—1990)

### Станом на 21 липня 1954р
Звання Громадянської міліції згідно з Указом від 20 липня 1954 року.:
| szeregowcy: - szeregowiec - starszy szeregowiec |  | podoficerowie: - kapral - plutonowy - sierżant - starszy sierżant |  | oficerowie: - chorąży - podporucznik - porucznik - kapitan - major - podpułkownik - pułkownik |  | generałowie: - generał |

### Станом на 18 лютого 1959р і наступні зміни
Звання народного ополчення визначено Законом від 31 січня 1959 року та поправки, внесені Законом від 16 грудня 1972 року та Закону від 21 листопада 1974 року:
| szeregowcy: - szeregowiec - starszy szeregowiec |  | podoficerowie: - kapral - starszy kapral - plutonowy - sierżant - starszy sierżant - sierżant sztabowy - starszy sierżant sztabowy |  | chorążowie: - młodszy chorąży - chorąży - starszy chorąży |  | oficerowie: - młodsi oficerowie: - podporucznik - porucznik - kapitan - starsi oficerowie: - major - podpułkownik - pułkownik - generałowie: - generał brygady - generał dywizji - generał broni |

### Станом на 1 січня 1986р
Звання цивільної міліції визначені Законом від 31 липня 1985 року:
| szeregowi: - szeregowy - starszy szeregowy |  | podoficerowie: - młodsi podoficerowie: - kapral - starszy kapral - starsi podoficerowie: - plutonowy - sierżant - starszy sierżant - sierżant sztabowy - starszy sierżant sztabowy |  | chorążowie: - młodsi chorążowie: - młodszy chorąży - chorąży - starsi chorążowie: - starszy chorąży - chorąży sztabowy - starszy chorąży sztabowy |  | oficerowie: - młodsi oficerowie: - podporucznik - porucznik - kapitan - starsi oficerowie: - major - podpułkownik - pułkownik |  | generałowie: - generał brygady - generał dywizji - generał broni |

## Поліцейськізвання (1990—1995)
1. Список поліцейських звань (1995—1997)

### Молодший склад поліції
| Назва                               | Погон |
| ----------------------------------- | ----- |
| Постовий (констебль)                |       |
| Старший постовий(старший констебль) |       |

### Склад молодших офіцерів поліції
| Назва                   | Погон |
| ----------------------- | ----- |
| Сержант поліції         |       |
| Старший сержант поліції |       |

### Склад аспірантів поліції
| Назва            | Погон |
| ---------------- | ----- |
| Аспірант поліції |       |

### Офіцерський склад поліції
| Назва                         | Погон |
| ----------------------------- | ----- |
| Підкомісар поліції            |       |
| Комісар поліції               |       |
| Головний комісар поліції      |       |
| Підінспектор поліції          |       |
| Інспектор поліції             |       |
| Головний інспектор поліції    |       |
| Генеральний інспектор поліції |       |

Dz.U. z 1990 r. nr 58, poz. 342
У міліції, превентивних підрозділах та антитерористичних підрозділах використовували звання з армії. Dz.U. z 1991 r. nr 102, poz. 445 Dz.U. z 1991 r. nr 102, poz. 445 Dz.U. z 1991 r. nr 102, poz. 445 Dz.U. z 1991 r. nr 102, poz. 445

## Поліцейські звання (1995—1997)
1. Список звань поліції (1997—2001)

## Поліцейські звання (1997—2001)
1. Список звань поліції (1997—2001)

## Службові звання в поліції (з 2001р.)
У поліції офіцери, які мають певні звання, входять до складу поліції. Поліцейські звання такі :

### Рядовий склад поліції
| Звання                           | Оригінальне          | Погон |
| -------------------------------- | -------------------- | ----- |
| Постовий (констебль)             | posterunkowy         |       |
| Старший постовий (ст. констебль) | starszy posterunkowy |       |

### Звання молодшого складу поліції
| Звання                  | Оригінальне               | Погон |
| ----------------------- | ------------------------- | ----- |
| Сержант поліції         | sierżant Policji          |       |
| Старший сержант поліції | starszy sierżant Policji  |       |
| Штаб-сержант поліції    | sierżant sztabowy Policji |       |

### Звання аспірантського складу поліції
| Звання                    | Оригінальне               | Погон |
| ------------------------- | ------------------------- | ----- |
| Молодший аспірант поліції | młodszy aspirant Policji  |       |
| Аспірант поліції          | aspirant Policji          |       |
| Старший аспірант поліції  | starszy aspirant Policji  |       |
| Штабний аспірант поліції  | aspirant sztabowy Policji |       |

### Звання молодшого офіцерського складу поліції
| Звання                     | Оригінальне         | Погон |
| -------------------------- | ------------------- | ----- |
| Заступник комісара поліції | podkomisarz Policji |       |
| Комісар поліції            | komisarz Policji    |       |
| Головний комісар поліції   | nadkomisarz Policji |       |

### Звання вищого офіцерського складу поліції
| Звання                     | Оригінальне               | Погон |
| -------------------------- | ------------------------- | ----- |
| Підінспектор поліції       | podinspektor Policji      |       |
| Молодший інспектор поліції | młodszy inspektor Policji |       |
| Інспектор поліції          | inspektor Policji         |       |

### Генеральський склад поліції
| Звання                        | Оригінальне                 | Погон |
| ----------------------------- | --------------------------- | ----- |
| Головний інспектор поліції    | nadinspektor Policji        |       |
| Генеральний інспектор поліції | generalny inspektor Policji |       |

Звання поліції мають еквіваленти в інших службах відповідно до Постанови Ради Міністрів від 17 червня 2010 року.

## Присвоєння і підвищення звань поліції
Поліцейські звання рядового складу мають право присвоювати: головний комендант поліції Польщі, начальники поліції воєводств, районів та міст, начальники поліцейських шкіл. Поліцейські звання сержантів та аспірантів мають право присвоювати: головний комендант поліції Польщі та начальники поліції воєводств. Звання підкомісара, тобто перше офіцерське звання в поліції (за винятком осіб, які перейшли до поліції з інших силових структур і мають звання лейтенанта або вище, наприклад, з Пенітенціарної служби, Збройних сил Польщі та інших), а також звання головного інспектора поліції і генерального інспектора поліції має право присвоювати президент Республіки Польща за поданням міністра внутрішніх справ. Решта офіцерських звань (підінспектор, молодший інспектор, інспектор) призначаються головним комендантом поліції Польщі.
Присвоєння чергового звання здійснюється відповідно до займаної посади та залежно від службової репутації поліцейського. Присвоєння чергового звання не може відбуватися раніше, ніж після вислуги в попередньому званні:
- постовий — 1 рік,
- старший постовий — 1 рік,
- сержант — 2 роки,
- старший сержант — 2 роки,
- штабний сержант — 2 роки,
- молодший аспірант — 3 роки,
- аспірант — 3 роки,
- старший аспірант — 2 роки,
- штабний аспірант — 4 роки,
- підкомісар — 3 роки,
- комісар — 4 роки,
- головний комісар — 4 роки,
- підінспектор — 3 роки,
- молодший інспектор — 4 роки,
- інспектор — 4 роки[16].

В особливо обґрунтованих випадках міністр внутрішніх справ за пропозицією коменданта поліції може призначити будь-якого співробітника поліції на більш високе звання, на додаток до присвоєнь, що належать до компетенції президента Республіки Польща.

## Пониження та позбавлення звань поліції
Рішення про пониження у званні приймається начальником, до компетенції якого входить його призначення в цьому званні. Рішення про позбавлення офіцера звання приймає головний комендант поліції. Рішення про зниження чи позбавлення рангу суперінтенданта поліції та генерального інспектора поліції приймає Президент Республіки Польща за поданням міністра, відповідального за внутрішні справи .

### Позбавлення звань
Поліцейські можуть бути позбавлені звання у випадках:
- остаточного засудження до позбавлення громадських прав.
- остаточного вироку до позбавлення волі за злочин, вчинений з низьких мотивів.
- рішення, на підставі якого позбавлено звання або накладено дисциплінарне стягнення про пониження в званні.

Рішення про позбавлення офіцерського звання приймає комендант поліції. В інших випадках рішення про поновлення в званні приймається начальником, до компетенції якого входить призначення в це звання.